# Yūsuke Tanaka (calciatore 14 aprile 1986)
Yūsuke Tanaka (田中 裕介?, Tanaka Yūsuke; Hachiōji, 14 aprile 1986) è un calciatore giapponese, difensore svincolato.

## Palmarès

### Club

#### Competizioni nazionali
- Coppa dell'Imperatore: 1

Cerezo Osaka: 2017
- Coppa J.League: 1

Cerezo Osaka: 2017
- Supercoppa del Giappone: 1

Cerezo Osaka: 2018